# Гній (добриво)

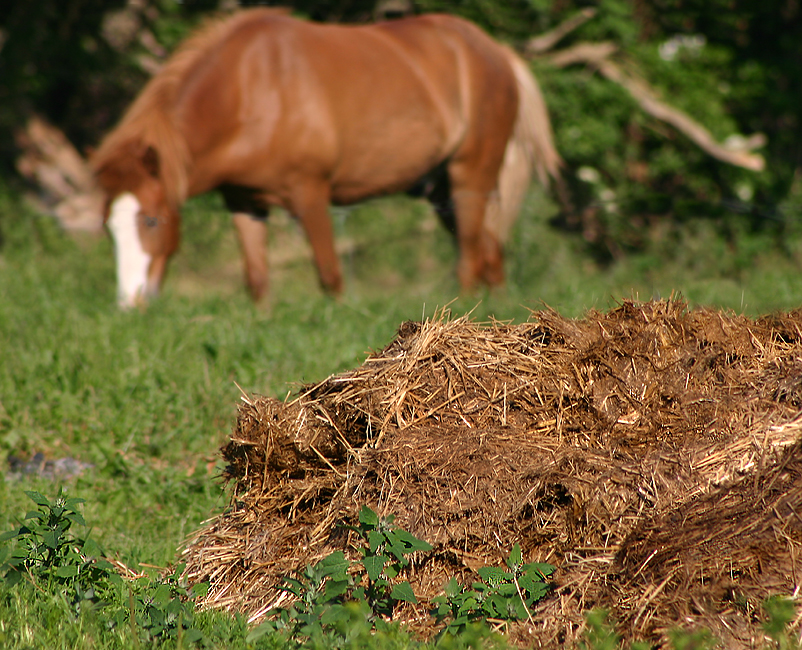
Кінський гній на пасовищі

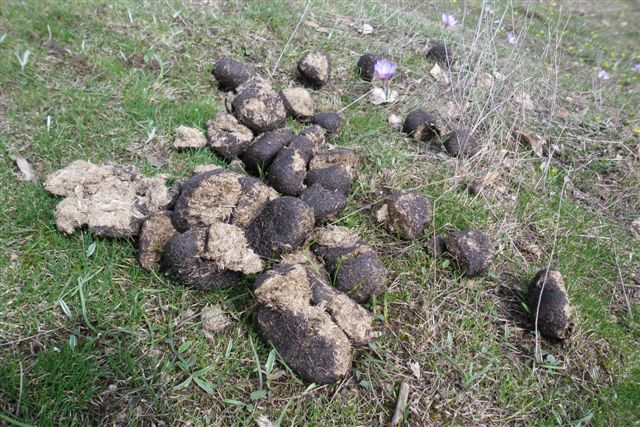
Кал кінський

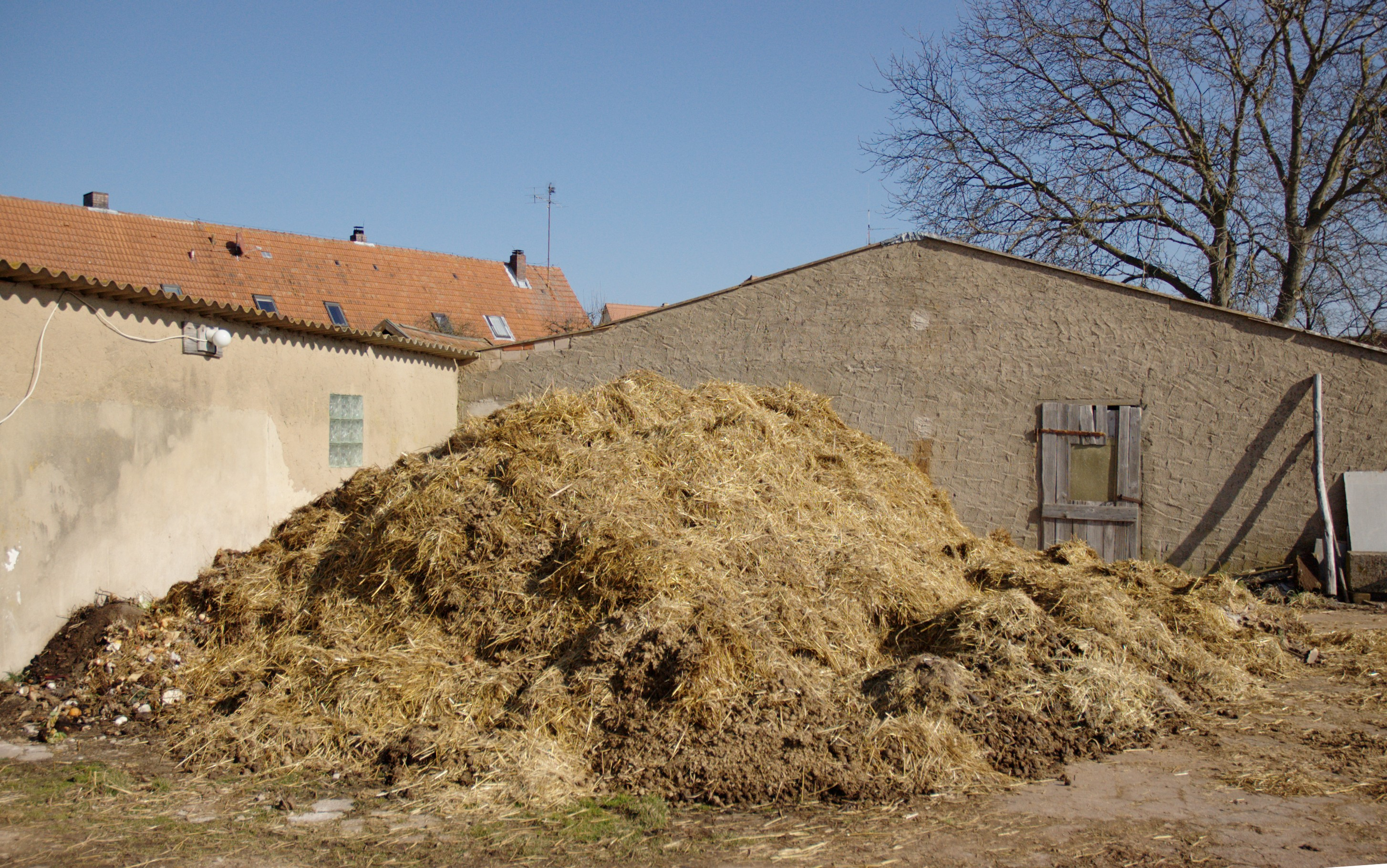
Гній на гноярці

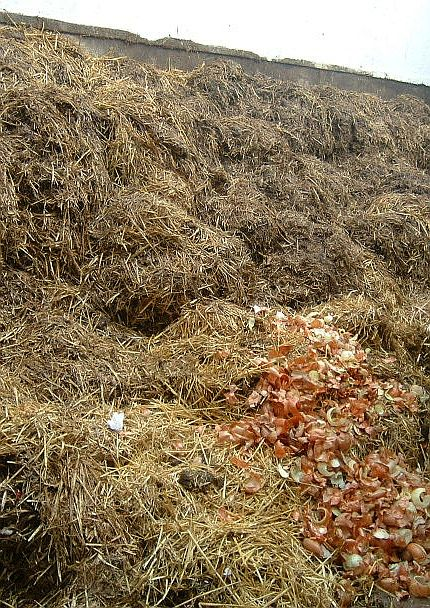
Гній з підстилкою

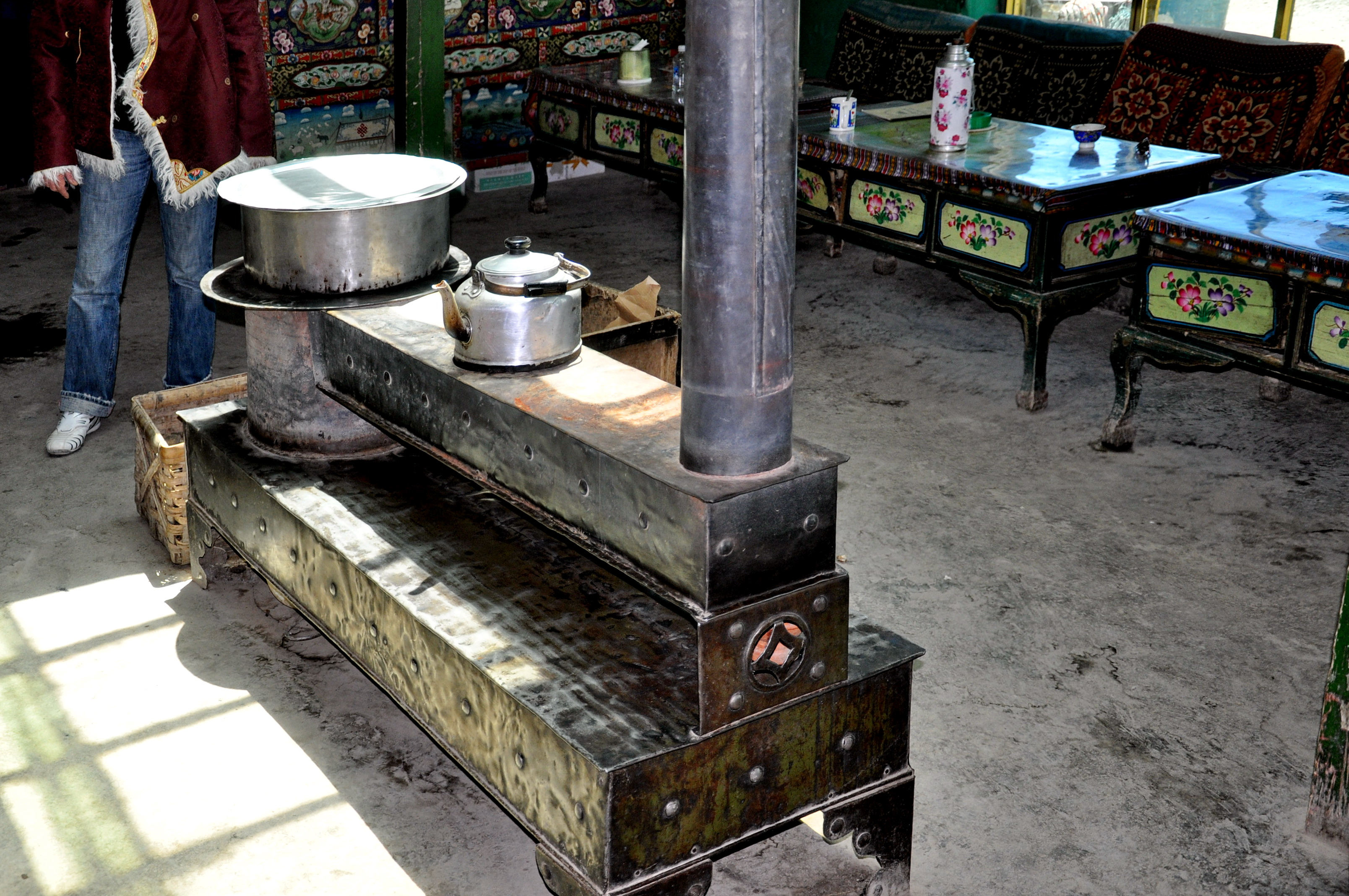
Тибетські пельмені готують на паливі з гною яків.

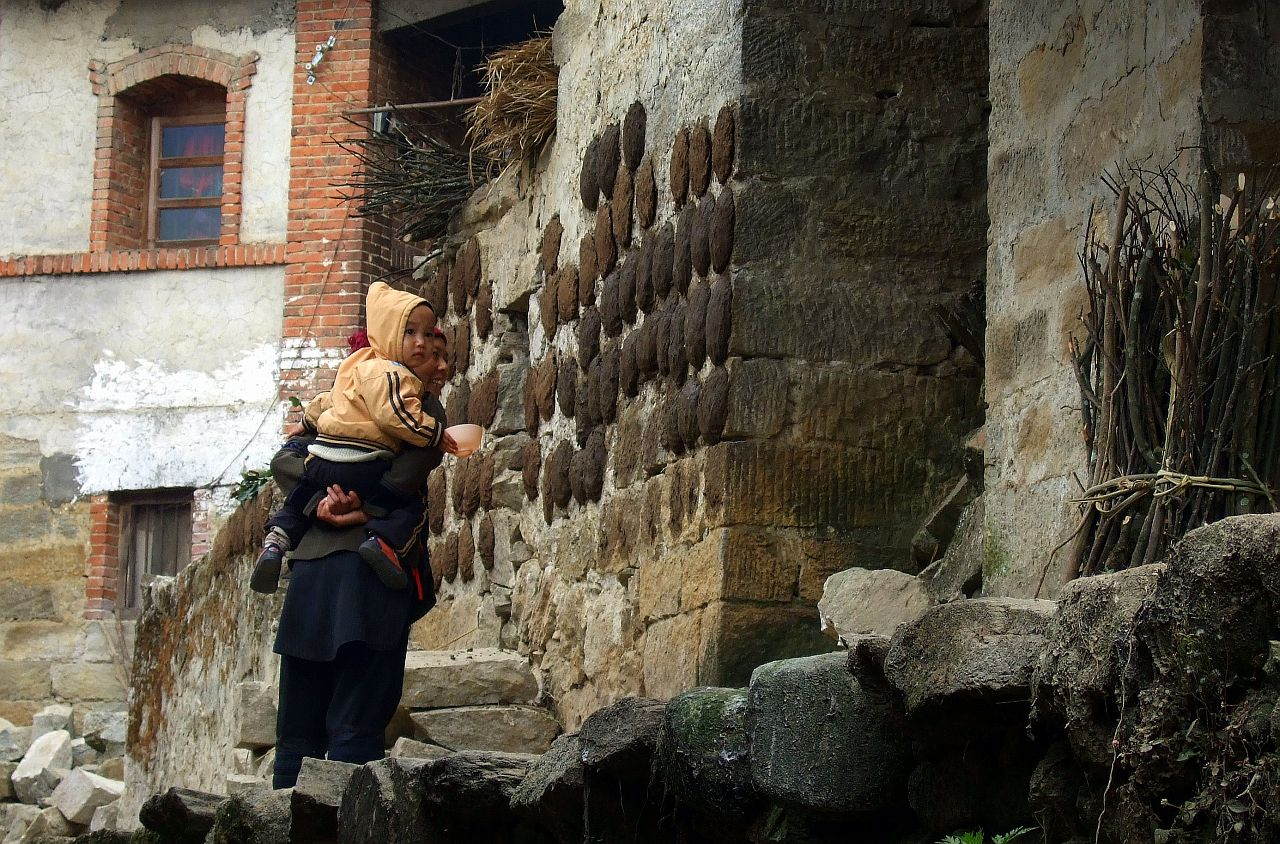
Висушування коров'ячого калу на стіні в провінції Юньян (Китай)

Гній — суміш посліду або кізяка з підстилкою, який використовують як місцеве органічне добриво. Утворюється в результаті ферментативної, зокрема мікробної, перероблення бур'янів і кормових трав та калу худоби. Має характерний запах і консистенцію. Його використовують як природне («органічне») добриво або паливо.

## Терміни
- Кізяк — «послід, кал свійських тварин» — запозичення з тюркських мов[2].
  - Кизик — «овечий послід» — запозичення з тюркських мов[3]
- Кирпич — плитки з гною, які використовують як паливо[4]. Запозичення з тюркських мов: пор. тур. kerpiç («цегла-сирець»), тат. кирпеч («цегла»), що виводяться з перської мови[5].
- Аргал — назва, вживана в районі Астрахані й деяких районах Сибіру (Тобольськ, Забайкалля) щодо сухого кізяка[6]. Використовують як паливо в безлісних місцевостях Азії. Слово запозичене з монгольської мови[7].
- Гній — суміш посліду або кізяка з підстилкою, яку використовують як місцеве органічне добриво.[1][8]

## Використовування
Місця складування гною називалися гноївнями, гноїськами, гноїщами, гнойовиськами (зараз вживається термін «гноя́рка»).

### Використання як добрива
| Вид тварин           | Вода | Орган. речовина | Азот, N | Фосфор, P2O | Калій, K2O | Кальцій, CaO |
| -------------------- | ---- | --------------- | ------- | ----------- | ---------- | ------------ |
| Велика рогата худоба | 77,3 | 20,3            | 0,50    | 0,23        | 0,59       | 0,40         |
| Коні                 | 71,3 | 25,4            | 0,77    | 0,28        | 0,63       | 0,21         |
| Вівці, кози          | 64,6 | 31,8            | 0,83    | 0,23        | 0,67       | 0,33         |
| Свині                | 72,4 | 25,0            | 0,65    | 0,19        | 0,60       | 0,18         |

Для внесення гною на поля використовують спеціальні машини — гноєрозкидачі.
Застосовують для удобрювання і гноївку — рідку складову гною.

### У будівництві
Гній використовують в саманному і мазанковому будівництві: його додають до глиняного розчину.
Кінський гній не бажано використовувати для ремонту житлових приміщень, як це іноді трапляється у сільській місцевості. Дослідженнями встановлено, що в 1 кг кінського гною цезію-137 у 3 — 5 разів більше, ніж в 1 кг коров'ячих екскрементів, і в 3—10 разів більше, ніж у пасовищній траві.

### Використовування як палива
В 1920 році в Сибірському навчально-дослідному господарстві було збудовавно газогенераторну установку для двигуна внутрішнього згорання в 20 к.с. первинним паливом для якої могли бути використані опале листя, солома, полинь або кизяк в кирпичах. Інтенсивність газифікації соломи, очерету і кізяка може знаходитись в межах 600—700 тисяч ккал/м² год..
Гній (часто свинячий) використовують в біогазових установках для отримання біогазу.

### Для вирощування печериць
Гній в суміші з соломою після ферментації в буртах використовують як субстрат для вирощування печериць. Для вирощування печериць використовують кінський гній від стійлових коней, а при відсутності його використовують курячий послід, гній ВРХ, овець, кіз, свиней, яків, мулів, людські фекалії.